# Hwang Ok-sil
Hwang Ok-sil (kor. 황옥실; * 25. März 1972 in Pjöngjang) ist eine nordkoreanische Shorttrackerin.
Hwang gewann bei den Olympischen Winterspielen 1992 in Albertville über 500 m die Bronzemedaille. Dies war die zweite Medaille, die Nordkorea überhaupt bei Olympischen Winterspielen gewinnen konnte, nachdem Han Pil-hwa 1964 in Innsbruck Silber im Eisschnelllauf gewann. 1998 nahm sie erneut bei den Olympischen Spielen teil, wurde jedoch über 500 m nur 22. und mit der Staffel 7.